# Tanjung Agung (Batu Raja Barat)
Tanjung Agung is een bestuurslaag in het regentschap Ogan Komering Ulu van de provincie Zuid-Sumatra, Indonesië. Tanjung Agung telt 2151 inwoners (volkstelling 2010).